# 国泰銀行
国泰銀行（こくたいぎんこう）は台湾の台北市にかつて存在した商業銀行である。1971年に創立の「第一信託投資」が前身で、1998年に一般の銀行業として「匯通商業銀行」に商号変更した。更に2002年4月22日に「国泰金融控股」に経営統合を行ったのに伴い、7月3日に商号を「国泰商業銀行」とした。
2003年10月27日、同じ国泰フィナンシャルホールディングスに経営統合していた世華銀行と合併し、消滅した。